# 金原亭駒三
金原亭 駒三（きんげんてい こまぞう、1949年〈昭和24年〉10月29日 - ）は、落語協会所属の落語家。佐賀県嬉野市塩田町出身。本名∶広橋 明洋。出囃子∶井出の山吹、定紋∶裏梅。

## 経歴
東京都立葛飾野高等学校卒業後1967年2月、十代目金原亭馬生に入門。翌々年1月、前座となり「駒三」と名乗る。
1972年11月に柳家さん喬、五街道雲助、柳家さん治、三遊亭梅生、立川談十郎、三遊亭楽松と共に二ツ目昇進。
1982年4月に三遊亭小歌、初代月の家小圓鏡、柳家さん枝、林家えび蔵、林家ばん平と共に真打昇進。

## 芸歴
- 1967年2月∶十代目金原亭馬生に入門、前座名「駒三」。
- 1972年∶二ツ目昇進。
- 1982年∶真打昇進。

## 受賞歴
- 1984年（昭和59年）国立演芸場花形若手新人会銀賞
- 1988年（昭和62年）国立演芸場花形若手新人会金賞